# Purismo linguístico no islandês
O purismo linguístico no islandês é um movimento que promove a limitação de empréstimos linguísticos na língua islandesa através da criação de novas palavras a partir de radicais do islandês antigo ou do nórdico antigo. O processo é apoiado pelo governo islandês.